# 厦门大学附属厦门眼科中心
厦门大学附属厦门眼科中心是位於中華人民共和國福建省廈門市的一家眼科学专科三级甲等医院。成立於1997年

## 歷史
前身为厦门开元眼科医院。1997年11月8日厦门眼科中心大楼落成后更名为厦门眼科中心,2007年6月更名为厦门大学附属厦门眼科中心:701。